# ミッドウェスト・ディビジョン (NBA)
ミッドウェスト・ディビジョン（Midwest Division）はNBAのウェスタン・カンファレンスにかつて存在した地区。

## 歴史
1970-71シーズンにバッファロー・ブレーブス、クリーブランド・キャバリアーズ、ポートランド・トレイルブレイザーズがNBAに加入し、チーム数が14から17に増加した際に創設された。この時、リーグはウェスタン・カンファレンスとイースタン・カンファレンスに分けられ、その下にそれぞれ2つずつのディビジョンが設置された。
当初シカゴ・ブルズ、デトロイト・ピストンズ、ミルウォーキー・バックス、フェニックス・サンズの4チームで結成された。ブルズとサンズはウェスタン・ディビジョンから、ピストンズとバックスはイースタン・ディビジョンからの加入であった。
1972-73シーズンに前シーズンまでオハイオ州シンシナティに本拠地を置いていた、シンシナティ・ロイヤルズがミズーリ州セントルイス、ネブラスカ州オマハに本拠地を移し、カンザスシティ＝オマハ・キングスとなって加入し、フェニックス・サンズがパシフィック・ディビジョンへ移った。
1976-1977シーズンにはABAからデンバー・ナゲッツ、インディアナ・ペイサーズが加わり6チームとなった。その後デトロイト・ピストンズが1978-79シーズンに、セントラル・ディビジョンへ移り5チームとなった。1979-80シーズンにはニューオーリンズ・ジャズがルイジアナ州ニューオーリンズからユタ州ソルトレイクシティへ移り、ユタ・ジャズとなって加入したが、代わりにインディアナ・ペイサーズがセントラル・ディビジョンに移った。
1980-81シーズンにダラス・マーベリックスが加入した際、同じテキサス州に本拠地を置く、ヒューストン・ロケッツ、サンアントニオ・スパーズが加入、代わりにシカゴ・ブルズ、ミルウォーキー・バックスがセントラル・ディビジョンへ移った。
1985-86シーズンにキングスはカリフォルニア州サクラメントに移転した。1988-1989シーズン、エクスパンションチームのマイアミ・ヒートが加入した際、キングスはパシフィック・ディビジョンに移った。1989-90シーズンにはエクスパンションチームのミネソタ・ティンバーウルブズが加わると共に、アトランティック・ディビジョンからシャーロット・ホーネッツが加入し、ヒートが代わりに移った。1990-91シーズンにはセントラル・ディビジョンからオーランド・マジックが加入し、ホーネッツが代わりに移り、1991-92シーズンにマジックもアトランティック・ディビジョンへ移った。マイアミ・ヒート、シャーロット・ホーネッツ、オーランド・マジックはそれぞれ1シーズンのみの在籍であった。
1995-96シーズン、NBA初のカナダに出来たチーム、バンクーバー・グリズリーズが加入、2001-02シーズンにグリズリーズはテネシー州メンフィスに移ったが地区の再編は行われなかった。
2004-05シーズンからシャーロット・ボブキャッツがNBAに加入し、29チームから30チームに増加する際、当初2003-04シーズンまたは2004-05シーズンからニューオーリンズ・ホーネッツが加入すると報道されたが、その後東西両カンファレンスに3つのディビジョンが設置されることとなり、ミッドウェスト・ディビジョンは廃止され、サウスウェスト・ディビジョン、ノースウェストディビジョンと2つの新しいディビジョンが創設された。
最後のシーズンとなった2003-04シーズンにはダラス・マーベリックス、デンバー・ナゲッツ、ヒューストン・ロケッツ、メンフィス・グリズリーズ、ミネソタ・ティンバーウルブズ、サンアントニオ・スパーズ、ユタ・ジャズの7チームが所属しており、マーベリックス、ロケッツ、グリズリーズ、スパーズの4チームがサウスウェスト・ディビジョンに、ナゲッツ、ウルブズ、ジャズの3チームがノースウェスト・ディビジョンに加入した。
地区優勝した回数が最も多かったのはサンアントニオ・スパーズで11回、続いてミルウォーキー・バックスとユタ・ジャズの6回である。34シーズン目の最後に地区優勝を果たしたのはミネソタ・ティンバーウルブズであった。7チームがリーグ最高勝率をマークした。ヒューストン・ロケッツとサンアントニオ・スパーズが2回ずつ、ミルウォーキー・バックスが1回、合計5チームがNBAファイナルを制覇している。NBAファイナルを制覇した5チームのうち、1994-95シーズンのロケッツ以外の4チームは地区優勝している。この地区からは2回6チームがプレーオフに進出したことがある。1回は1985-86シーズンに6チーム全てが、もう1回は2003-04シーズンに7チーム中6チームがプレーオフに出場した。2003-04シーズンには、プレーオフに進出した6チームすべての勝率が5割を超えた。
地区の名前とは異なり、何チームかは中西部から離れた位置にあり、サクラメント・キングスとバンクーバー・グリズリーズは西海岸に、マイアミ・ヒートとオーランド・マジックは南東部に位置した。
最も長くこの地区でプレーしたのはデンバー・ナゲッツで28シーズン所属した。マイアミ・ヒート、オーランド・マジック、シャーロット・ホーネッツは1シーズンだけ所属している。

## チーム
| チーム | 本拠地                               | 加入年 | 前所属地区                     | 脱退年 | 次所属地区                     | 現在の地区                   |
| チーム | 本拠地                               | 加入   | 加入                           | 脱退   | 脱退                           | 現在の地区                   |
| --- | ------------------------------------ | ------ | ------------------------------ | ------ | ------------------------------ | ---------------------------- |
| シャーロット・ホーネッツ | シャーロット                         | 1989年 | アトランティック・ディビジョン | 1990年 | セントラル・ディビジョン       | サウスウェスト・ディビジョン |
| シカゴ・ブルズ | シカゴ                               | 1970年 | ウェスタン・ディビジョン       | 1980年 | セントラル・ディビジョン       | セントラル・ディビジョン     |
| ダラス・マーベリックス | ダラス                               | 1980年 | エクスパンション               | 2004年 | サウスウェスト・ディビジョン   | サウスウェスト・ディビジョン |
| デンバー・ナゲッツ | デンバー                             | 1976年 | ABA                            | 2004年 | ノースウェスト・ディビジョン   | ノースウェスト・ディビジョン |
| デトロイト・ピストンズ | デトロイト                           | 1970年 | イースタン・ディビジョン       | 1978年 | セントラル・ディビジョン       | セントラル・ディビジョン     |
| ヒューストン・ロケッツ | ヒューストン                         | 1980年 | セントラル・ディビジョン       | 2004年 | サウスウェスト・ディビジョン   | サウスウェスト・ディビジョン |
| インディアナ・ペイサーズ | インディアナポリス                   | 1976年 | ABA                            | 1979年 | セントラル・ディビジョン       | セントラル・ディビジョン     |
| メンフィス・グリズリーズ (2001-2002シーズンから) バンクーバー・グリズリーズ (2000-2001シーズンまで)                               | メンフィス バンクーバー              | 1995年 | エクスパンション               | 2004年 | サウスウェスト・ディビジョン   | サウスウェスト・ディビジョン |
| マイアミ・ヒート | マイアミ                             | 1988年 | エクスパンション               | 1989年 | アトランティック・ディビジョン | サウスイースト・ディビジョン |
| ミルウォーキー・バックス | ミルウォーキー                       | 1970年 | イースタン・ディビジョン       | 1980年 | セントラル・ディビジョン       | セントラル・ディビジョン     |
| ミネソタ・ティンバーウルブズ | ミネアポリス                         | 1989年 | エクスパンション               | 2004年 | ノースウェスト・ディビジョン   | ノースウェスト・ディビジョン |
| オーランド・マジック | オーランド                           | 1990年 | セントラル・ディビジョン       | 1991年 | アトランティック・ディビジョン | サウスイースト・ディビジョン |
| フェニックス・サンズ | フェニックス                         | 1970年 | ウェスタン・ディビジョン       | 1972年 | パシフィック・ディビジョン     | パシフィック・ディビジョン   |
| サクラメント・キングス (1985年から) カンザスシティ・キングス (1975年から1985年まで) カンザスシティ＝オマハ・キングス (1975年まで) | サクラメント カンザスシティ / オマハ | 1972年 | セントラル・ディビジョン       | 1988年 | パシフィック・ディビジョン     | パシフィック・ディビジョン   |
| サンアントニオ・スパーズ | サンアントニオ                       | 1980年 | セントラル・ディビジョン       | 2004年 | サウスウェスト・ディビジョン   | サウスウェスト・ディビジョン |
| ユタ・ジャズ | ソルトレイクシティ                   | 1979年 | セントラル・ディビジョン       | 2004年 | ノースウェスト・ディビジョン   | ノースウェスト・ディビジョン |

## ディビジョン・チャンピオン
| ^ | リーグ最高勝率 |

| シーズン   | チーム                       | 成績         | プレーオフ                       |
| ---------- | ---------------------------- | ------------ | -------------------------------- |
| 1970-1971  | ミルウォーキー・バックス     | 66–16 (.805) | NBAファイナル優勝                |
| 1971-72    | ミルウォーキー・バックス     | 63–19 (.768) | カンファレンスファイナル敗退     |
| 1972-73    | ミルウォーキー・バックス     | 60–22 (.732) | カンファレンスセミファイナル敗退 |
| 1973-74    | ミルウォーキー・バックス     | 59–23 (.720) | NBAファイナル敗退                |
| 1974-75    | シカゴ・ブルズ               | 47–35 (.573) | カンファレンスファイナル敗退     |
| 1975-76    | ミルウォーキー・バックス     | 38–44 (.463) | 1回戦敗退                        |
| 1976-77    | デンバー・ナゲッツ           | 50–32 (.610) | カンファレンスセミファイナル敗退 |
| 1977-78    | デンバー・ナゲッツ           | 48–34 (.585) | カンファレンスファイナル         |
| 1978-79    | カンザスシティ・キングス     | 48–34 (.585) | カンファレンスセミファイナル敗退 |
| 1979-80    | ミルウォーキー・バックス     | 49–33 (.598) | カンファレンスセミファイナル敗退 |
| 1980-81    | サンアントニオ・スパーズ     | 52–30 (.634) | カンファレンスセミファイナル敗退 |
| 1981-82    | サンアントニオ・スパーズ     | 48–34 (.585) | カンファレンスファイナル敗退     |
| 1982-83    | サンアントニオ・スパーズ     | 53–29 (.646) | カンファレンスファイナル敗退     |
| 1983-84    | ユタ・ジャズ                 | 45–37 (.549) | カンファレンスセミファイナル敗退 |
| 1984-85    | デンバー・ナゲッツ           | 52–30 (.634) | カンファレンスファイナル敗退     |
| 1985-86    | ヒューストン・ロケッツ       | 51–31 (.622) | NBAファイナル敗退                |
| 1986-87    | ダラス・マーベリックス       | 55–27 (.671) | 1回戦敗退                        |
| 1987-88    | デンバー・ナゲッツ           | 54–28 (.659) | カンファレンスセミファイナル敗退 |
| 1988-89    | ユタ・ジャズ                 | 51–31 (.622) | 1回戦敗退                        |
| 1989-90    | サンアントニオ・スパーズ     | 56–26 (.683) | カンファレンスセミファイナル敗退 |
| 1990-91    | サンアントニオ・スパーズ     | 55–27 (.671) | 1回戦敗退                        |
| 1991-92    | ユタ・ジャズ                 | 55–27 (.671) | カンファレンスファイナル敗退     |
| 1992-93    | ヒューストン・ロケッツ       | 55–27 (.671) | カンファレンスセミファイナル敗退 |
| 1993-94    | ヒューストン・ロケッツ       | 58–24 (.707) | NBAファイナル優勝                |
| 1994-95    | サンアントニオ・スパーズ     | 62–20 (.756) | カンファレンスファイナル敗退     |
| 1995-96    | サンアントニオ・スパーズ     | 59–23 (.720) | カンファレンスセミファイナル敗退 |
| 1996-97    | ユタ・ジャズ                 | 64–18 (.780) | NBAファイナル敗退                |
| 1997-98    | ユタ・ジャズ                 | 62–20 (.756) | NBAファイナル敗退                |
| 1998-99[a] | サンアントニオ・スパーズ     | 37–13 (.740) | NBAファイナル優勝                |
| 1999-00    | ユタ・ジャズ                 | 55–27 (.671) | カンファレンスセミファイナル敗退 |
| 2000-01    | サンアントニオ・スパーズ     | 58–24 (.707) | カンファレンスファイナル敗退     |
| 2001-02    | サンアントニオ・スパーズ     | 58–24 (.707) | カンファレンスセミファイナル敗退 |
| 2002-03    | サンアントニオ・スパーズ     | 60–22 (.732) | NBAファイナル優勝                |
| 2003-04    | ミネソタ・ティンバーウルブズ | 58–24 (.707) | カンファレンスファイナル敗退     |

### 優勝チーム
| チーム                                                 | 優勝回数 | 優勝シーズン |
| ------------------------------------------------------ | -------- | --- |
| サンアントニオ・スパーズ                               | 11       | 1980-1981, 1981-1982, 1982-1983, 1989-1990, 1990-1991, 1994-1995, 1995-1996, 1998-1999, 2000-2001, 2001-2002, 2002-2003 |
| ミルウォーキー・バックス                               | 6        | 1970-1971, 1971-1972, 1972-1973, 1973-1974, 1975-1976, 1979-1980                                                        |
| ユタ・ジャズ                                           | 6        | 1983-1984, 1988-1989, 1991-1992, 1996-1997, 1997-1998, 1999-2000                                                        |
| デンバー・ナゲッツ                                     | 4        | 1976-1977, 1977-1978, 1984-1985, 1987-1988                                                                              |
| ヒューストン・ロケッツ                                 | 3        | 1985-1986, 1992-1993, 1993-1994                                                                                         |
| シカゴ・ブルズ                                         | 1        | 1974-1975 |
| カンザスシティ・キングス （現 サクラメント・キングス） | 1        | 1978-1979 |
| ダラス・マーベリックス                                 | 1        | 1986-1987 |
| ミネソタ・ティンバーウルブズ                           | 1        | 2003-2004 |